# Kusaj Habib
Kusaj Adnan Habib (arab قصي حبيب; ur. 15 kwietnia 1987 w Al-Kamiszli) – syryjski piłkarz, grający na pozycji pomocnika w klubie Al-Wahda Damaszek.

## Kariera klubowa
Kusaj Habib rozpoczął swoją zawodową karierę w 2002 roku w klubie Al-Jihad Al-Kamiszli. Z Al-Jihad dwukrotnie spadał z ligi syryjskiej w 2004 i 2007.
Kolejnym jego klubem była Al-Wahda Damaszek, gdzie grał w latach 2008-2010. Od 2010 do 2013 był zawodnikiem klubu Al-Shorta Damaszek. W 2011 i 2012 wywalczył z nim mistrzostwo Syrii. W latach 2013–2016 grał w irackim Amanacie Bagdad. a w 2017 wrócił do Al-Wahda.

## Kariera reprezentacyjna
W reprezentacji Syrii Habib zadebiutował w 2010 roku. W 2011 został powołany na Puchar Azji. W reprezentacji rozegrał 16 spotkań.